# Хризостом (Гонсалес)
Митрополи́т Хризосто́м (греч. Μητροπολίτης Χρυσόστομος, англ. Metropolitan Chrysostomos, в миру Иоа́нн Гонса́лес, греч. Ἰωάννης Γκονζάλεζ, исп. Juan González; 1943, Калифорния — 16 февраля 2019, Огайо) — архиерей старостильной ИПЦ Греции (Синод Хризостома); митрополит Этнийский, экзарх Америки (1988—2012).
Тезоименитство — 13 (26) ноября (память Иоанна Златоустого).

## Биография
Родился в 1943 году в Калифорнии, в США.
Получил образование в области истории и психологии в Калифорнийском университете и Университете штата Калифорния, а диплом в области православного богословия и истории Византии в Центре православных традиционалистских исследований и Принстонском университете, где получил докторскую степень в области психологии.

### Научная деятельность
До принятия монашества занимал профессорскую должность в Калифорнийском университете, а с принятием монашества перешёл на профессорскую должность в Ашлендском университете. Был приглашённым лектором в Ашлендской богословской семинарии и приглашённым профессором в Богословском институте Уппсальского университета.
Как бывший сотрудник Национального фонда развития гуманитарных наук был неоднократно награждён в течение последних десятилетий, посещал различные исследовательские программы в Гарвардской школе богословия, Оксфордском университете, Вашингтонском университете, в Аспирантском богословском союзе в Беркли, Калифорния. Также был участником Фулбрайтских программ, приглашённым профессором в Румынии, где преподавал византийскую историю, бизнес-администрирование, психологию потребления, православное богословие, искусство и архитектуру в Бухарестском университете, в Ясском университете и университете архитектуры и урбанизма в Бухаресте. С 2002 по 2003 годы был в должности исполнительного директора комиссии Фулбрайтских программ Государственного департамента США в Румынии.
До 2005 года был научным сотрудником Центра православных традиционалистских исследований и остаётся в должности адъюнкт-профессора университете архитектуры и урбанизма в Бухаресте.
Является автором более двадцати монографий, увидевших свет в издательствах: Nordland Publishers, Peter Lang Publishing, the University Press of America, Holy Cross Orthodox Press, Hellenic College Press, the Center for Traditionalist Orthodox Studies, Editura Vremea, Editura Bunavestire, the Al. I. Cuza University Press, and the Ion Mincu University Press и других, а также более пятидесяти статей по истории, психологии и православному богословию для реферируемых американских и международных научных и академических журналов.
Также является главным редактором и переводчиком первого английского издания «Evergetinos» — классического греческого сборника высказываний святых отцов (Center for Traditionalist Orthodox Studies, 1988—2008).

### Епископское служение
8 (21) января 1986 года хиротонисан во епископа Ореойского, викария Оропосской и Филийской митрополии в юрисдикции Синода противостоящих.
30 сентября (13) октября 1988 года избран на новообразованную Этнийскую кафедру в Калифорнии. Интронизации состоялась 22 мая (4) июня 1988 года. 30 сентября (13) октября 1995 года возведён в сан архиепископа. Состоял членом профессиональных союзов — в Американской ассоциации университетских профессоров и Американской психологической ассоциации.
Находился в должности экзарха Америки до октября 2012 года, когда по состоянию здоровья был освобождён от административных обязанностей, переложенных на епископа Фотикийского Авксентия (Чапмена).
18 марта 2014 года вместе со всеми членами Синода противостоящих вошёл в состав ИПЦ Греции (Синод Хризостома) на правах епархиального архиерея.
Скончался скоропостижно 16 февраля 2019 года в поезде по пути в Огайо, куда он следовал к своему кардиологу.